# Yorgos Kuyumtsidis
Yorgos Kuyumtsidis (en griego: Γιώργος Κουγιουμτσίδης; Salónica, 9 de octubre de 2001) es un deportista griego que compite en lucha libre. Ganó dos medallas en el Campeonato Europeo de Lucha, en los años 2022 y 2023, en la categoría de 79 kg.

## Palmarés internacional
| Campeonato Europeo | Campeonato Europeo | Campeonato Europeo | Campeonato Europeo |
| Año                | Lugar              | Medalla            | Categoría          |
| ------------------ | ------------------ | ------------------ | ------------------ |
| 2022               | Budapest (Hungría) | Medalla de oro     | 79 kg              |
| 2023               | Zagreb (Croacia)   | Medalla de plata   | 79 kg              |